# IC 1175
IC 1175 је појединачна звијезда у сазвјежђу Херкул која се налази на листи објеката дубоког неба у Индекс каталогу.
Деклинација објекта је + 18° 9' 47" а ректасцензија 16h 5m 22,7s.